# Благоя Деспотовски
Благоя Деспотовски с псевдоним Шовел е югославски партизанин.

## Биография
Роден е през 1919 г. в град Дебър. Завършва основно училище в родния си град. ОТ 1937 до 1938 работи в корабостроителницата в Сремска Митровица. Там става член на УРС-те синдикати. През 1939 г. се завръща в Скопие и започва работа в Пиротехническия завод. От 1940 е член на ЮКП. По заповед на Местния комитет на партията започва работа в Тютюневия монол, за да агитира политически работниците. В резултат на това е арестуван на 25 февруари 1941 и освободен на 6 април.
На 22 юни 1941 г. взема участие в съвета на Скопската организация на ЮКП, който се провежда в Козле. Скоро след това излиза в нелегалност и се включва в скопски диверсантски групи (юли-22 август). Взема участие в нападението над мината в Радуша, откъде открадва експлозив. На 22 август 1941 г. при създаването на Скопския партизански отряд влиза в него. На 7 октомври участва в убийството на Мане Мачков, но при опита да избяга е заобиколен и се самоубива с бомба.